# Gaston Manent

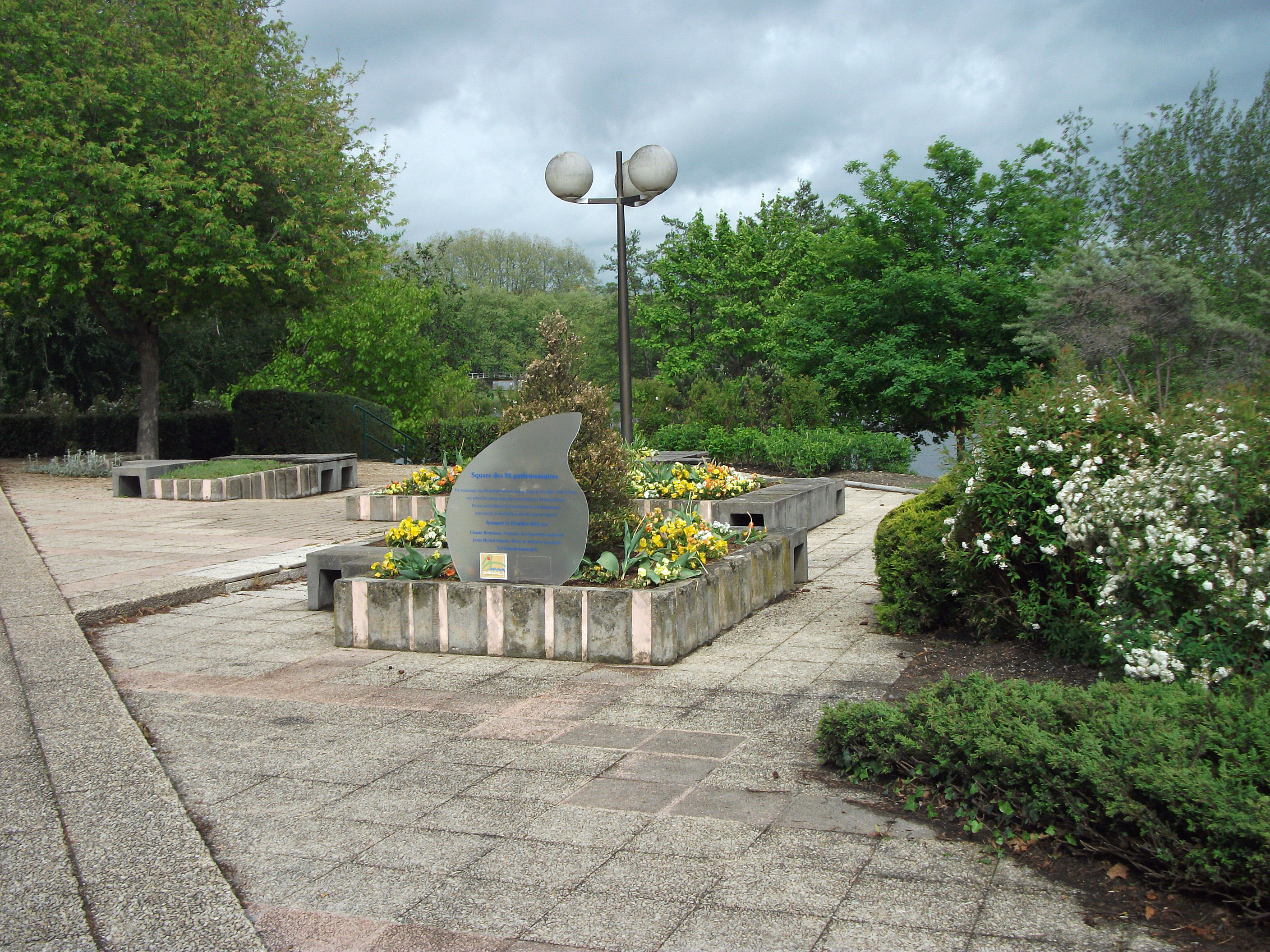
Bellerive-sur-Allier – Square des 80 Parlementaires (2014)

Gaston Manent (* 24. April 1884 in Mauléon-Barousse; † 21. Juni 1964 in Paris) war ein französischer Politiker der Dritten Republik. Er gehörte zu den „quatre-vingts“, also den achtzig Parlamentariern, die am 10. Juli 1940 gegen die diktatorischen Vollmachten für Philippe Pétain stimmten.

## Leben
Nach seinem Studium wurde Manent Lehrer an einer höheren Grundschule (Collège). Während des Ersten Weltkriegs wurde er im 212. Infanterieregiment mobilisiert und geriet 1916 in der Gegend von Verdun in Gefangenschaft. Für sein Verhalten an der Front wurde er mit dem Kriegskreuz 1914–1918 ausgezeichnet. Nach seiner Demobilisierung wurde er Vorsitzender der Fédération des mutilés et anciens combattants des Hautes-Pyrénées (Verband der Versehrten und Kriegsveteranen der Hautes-Pyrénées) und trat dann der Parti républicain, radical et radical-socialiste bei, deren Départementsverband er vorstand.
Er wurde 1927 zum Generalrat des Kantons Mauléon-Barousse und 1935 bei einer Nachwahl zum Abgeordneten des Départements Hautes-Pyrénées gewählt und 1936 wiedergewählt. Er gehörte den Ausschüssen für Staatsreform, Zivil- und Militärrenten, Finanzen, Versicherungen und Sozialfürsorge sowie dem Unterrichtsausschuss an.

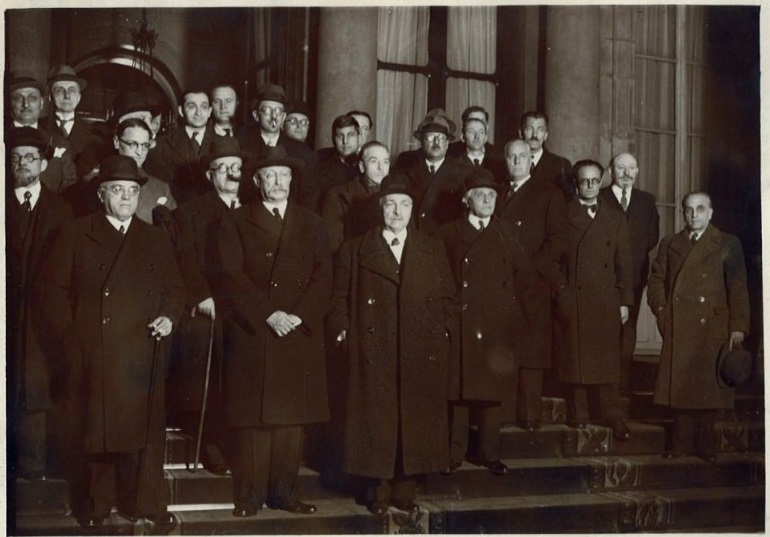
Kabinett Blum II, Manent erste Reihe zweiter von rechts

Gaston Manent war Sous-secrétaire d’État für Außenhandel in der zweiten Regierung Blum (13. März bis 8. April 1938). 1940 verweigerte er Marschall Pétain die Zustimmung zu dessen Verfassungsgesetz, das faktisch die Dritte Republik beendete.
1944 war Gaston Manent Mitglied des Befreiungskomitees des Departements und Mitbegründer der Zeitung La Nouvelle République des Pyrénées. Vom 7. November 1944 bis zum 3. August 1945 war er Mitglied der Assemblée consultative provisoire (Provisorische Beratende Versammlung). 1948 wurde er in das Oberhaus der Vierten Republik, den Conseil de la République (Rat der Republik) gewählt und 1952 wiedergewählt. 1951 gründete er die Société d’économie montagnarde des Hautes-Pyrénées (Gesellschaft für Bergwirtschaft der Hautes-Pyrénées), um die Entwicklung des Départements zu fördern und die Auswanderung zu begrenzen. Er kandidierte 1958 nicht erneut und zog sich aus dem politischen Leben zurück.
Gaston Manent wurde als Offizier der Ehrenlegion ausgezeichnet.